# Bernwies
Bernwies ist ein Gemeindeteil von Bad Heilbrunn im oberbayerischen Landkreis Bad Tölz-Wolfratshausen. Die Einöde liegt circa vier Kilometer nordöstlich von Bad Heilbrunn westlich der Staatsstraße 2064 und nördlich der Kreisstraße TÖL 6 auf der Gemarkung Oberbuchen.
Der Ort gehörte bis 1971 zur ehemaligen Gemeinde Oberbuchen.